# 지요다정 (사가현)
지요다정(일본어: 神埼町)은 일본 사가현 동부에 있던 정이며, 간자키군에 속했다. '지로 이야기'의 작가 시모무라 호인의 출생지인 이 마을의 캐치프레이즈는 '물과 초록과 지로의 마을'이다.
2006년 3월 20일, 간자키군 세후리촌 및 간자키정과 신설합병해 간자키시가 되어 소멸하였다.

## 지리
사가현 동부, 지쿠고강 북쪽 기슭의 사가 평야에 있으며, 남동부는 치쿠고강을 사이에 두고 후쿠오카현과 접해 있다. 전 지역이 평야로 산이 없다.

## 역사
- 1889년 4월 1일 - 정촌제 시행에 의해 4촌이 성립하였다.
- 1935년 11월 3일 - 하스이케촌이 정으로 승격해 하스이케정이 되었다.
- 1955년 4월 1일 - 하스이케정 외 3촌의 일부가 신설합병해 지요다정이 성립하였다.
- 2006년 3월 20일 - 간자키군 세후리촌, 간자키정과 합병, 시로 승격해 간자키시가 되어 소멸하였다.

## 교통

### 철도
정내를 관통하는 철도 노선은 없다. 가장 가까운 역은 JR 규슈 나가사키 본선 간자키역 또는 이가야역이다.

### 도로
- 국도 제34호선
- 국도 제264호선
- 국도 제385호선